# Elecciones federales de 2009 en Baja California Sur
Las Elecciones federales en Baja California Sur de 2009 se llevaron a cabo el domingo 5 de julio, renovándose los titulares de los siguientes cargos de elección popular:
Diputados Federales de Baja California Sur. Dos de ellos electos por mayoría relativa, elegidos en cada uno de los Distritos electorales, mientras que los otros son elegidos mediante representación proporcional.
Las coalición que participó en el estado fue "Salvemos a México".

## Resultados

### Diputados federales
|  | 36.23 % |

|  | 22.81 % |

|  | 15.85 % |

|  | 8.01 % |

|  | 6.00 % |

|  | 2.81 % |

|  | 4.25 % |

|  | 1.44 % |

|  | 0.99 % |

|  | 0.17 % |

|  | 94.31 % |

|  | 5.69 % |

|  | 100.00 % |

|  | 34.11 % |

#### Resultados por Distrito Federal
|  | 37.56 % |

|  | 16.48 % |

|  | 17.34 % |

|  | 12.65 % |

|  | 5.27 % |

|  | 5.07 % |

|  | 35.01 % |

|  | 28.64 % |

|  | 14.47 % |

|  | 3.74 % |

|  | 6.68 % |

|  | 5.38 % |

|  | 36.23 % |

|  | 22.81 % |

|  | 15.85 % |

|  | 8.01 % |

|  | 6.00 % |

|  | 5.23 % |

#### Resultados por Municipio
|  | 42.59 % |

|  | 11.06 % |

|  | 22.74 % |

|  | 10.83 % |

|  | 4.04 % |

|  | 5.45 % |

|  | 28.76 % |

|  | 23.57 % |

|  | 16.57 % |

|  | 10.77 % |

|  | 7.08 % |

|  | 5.79 % |

|  | 43.03 % |

|  | 10.92 % |

|  | 18.21 % |

|  | 16.28 % |

|  | 2.89 % |

|  | 4.51 % |

|  | 40.14 % |

|  | 28.99 % |

|  | 12.53 % |

|  | 1.29 % |

|  | 6.48 % |

|  | 5.19 % |

|  | 45.82 % |

|  | 21.39 % |

|  | 12.31 % |

|  | 9.37 % |

|  | 3.70 % |

|  | 2.89 % |

|  | 36.23 % |

|  | 22.81 % |

|  | 15.85 % |

|  | 8.01 % |

|  | 6.00 % |

|  | 5.23 % |